# Wielin
Wielin [pronunciación en polaco: /ˈvjɛlin/] es un pueblo ubicado en el distrito administrativo de Gmina Polanów, dentro del Condado de Koszalin, Voivodato de Pomerania Occidental, en el norte de Polonia occidental. Se encuentra aproximadamente a 8 kilómetros al norte de Polanów, a 36 kilómetros al este de Koszalin, y a 165 kilómetros al noreste de la capital regional Szczecin.